# Araneus crispulus
Araneus crispulus là một loài nhện trong họ Araneidae.
Loài này thuộc chi Araneus. Araneus crispulus được Albert Tullgren miêu tả năm 1952.